# Каскадёры (фильм, 1977)
«Каскадеры» (англ. Stunts, дословно — «трюки») — американский детективный фильм-драма 1977 года.

## Сюжет
Во время киносъёмок при исполнении опасного трюка гибнет молодой каскадёр Грэг Уилсон. Освободившееся место на съёмочной площадке занимает старший брат погибшего, опытный каскадёр по имени Глен. У него возникают сомнения в случайной смерти брата, и они только усиливаются, когда один за одним начинают гибнуть другие каскадёры.

## В ролях
| Актёр           | Персонаж      |
| --------------- | ------------- |
| Роберт Форстер  | Glen Wilson   |
| Фиона Льюис     | B.J. Parswell |
| Рэй Шарки       | Paul Salerno  |
| Джоанна Кэссиди | Patti Johnson |
| Брюс Гловер     | Chuck Johnson |
| Ричард Линч     | Pete Lustig   |
| Дэррел Фетти    | Dave Allison  |
| Джеймс Луизи    | Alvin Blake   |
| Кэндис Райалсон | Judy Blake    |
| Гари Дэвис      | Greg Wilson   |

## Прокат
В ФРГ фильм вышел в кинопрокат 1 декабря 1977 года, в Турции — в феврале 1978 года, в СССР — в июле 1979 года (посмотрело 41,9 млн человек), в ГДР — 14 сентября 1979 года.